# Organochroomchemie

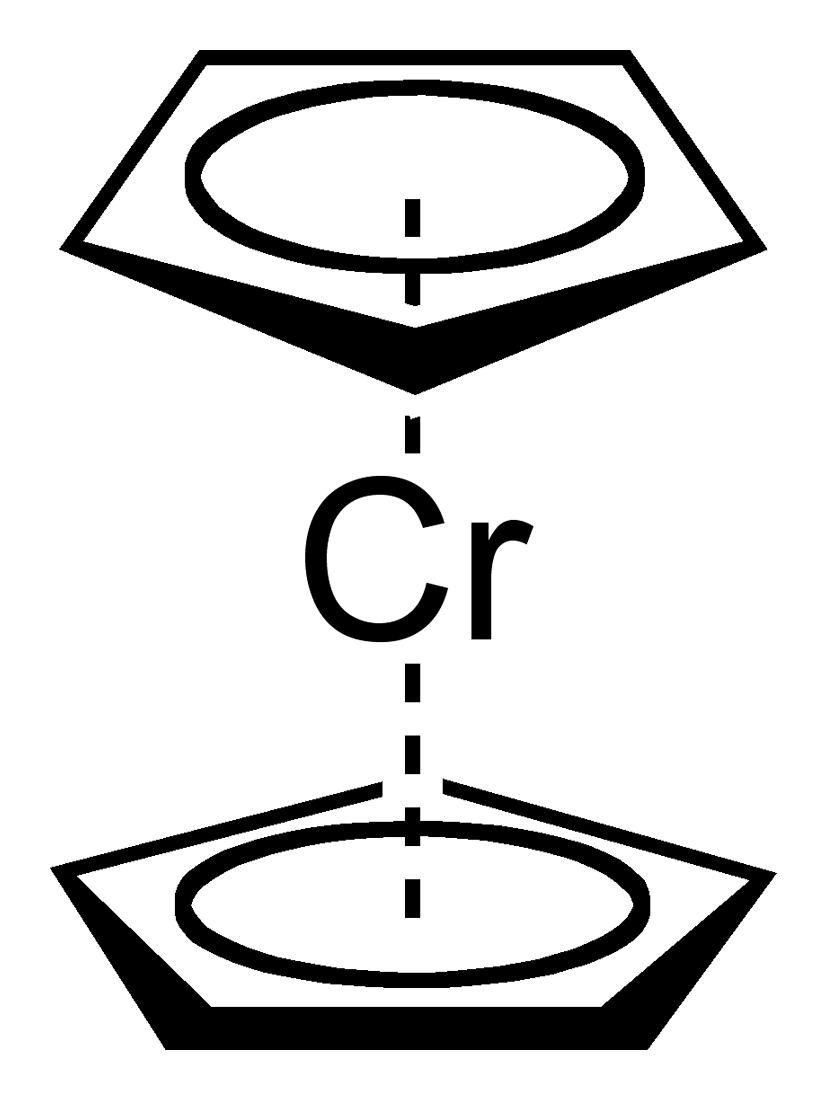
Structuurformule van chromoceen.

In strikte zin bestudeert de organochroomchemie de verbindingen waarin een directe binding optreedt tussen koolstof en chroom. In een bredere definitie van de term worden ook reacties in de organische chemie waarin chroom een essentiële rol speelt tot de organochroomchemie gerekend. Chroom is een metaal, dus de organochroomchemie is een subdiscipline van de organometaalchemie. Chroom komt in de organochroomverbindingen voor met diverse oxidatiegetallen: van -II tot +VI.

## Geschiedenis en ontwikkelingen
De eerste organochroomverbinding is in 1919 beschreven door Franz Hein. Door de reactie van fenylmagnesiumbromide met chroom(III)chloride werd, na hydrolyse, een nieuwe verbinding gevonden. Hein beschreef de verbinding als pentafenylchroombromide (Ph5CrBr). De experimenten van Hein werden decennia later, in 1957, herhaald door een groep onderzoekers rond H.H. Zeiss en zij kenden aan het gevormde product een andere, ook nu nog geaccepteerde structuur toe: het chroomion bevindt zich als in een sandwich tussen twee benzeenringen, het geheel is eenwaardig positief: (Ar2Cr+). Rond dezelfde tijd werd de stamverbinding bis(benzeen)chroom zelf ontdekt door Ernst Otto Fischer, die de stof bereidde via de reactie tussen chroom(III)chloride, benzeen en aluminiumchloride:
Het sterk verwante chromoceen was enige jaren daarvoor (in 1953) door Fischer ontdekt.
Een andere ontwikkeling kwam er in 1957 toen Anet en Leblanc een oplossing van benzylchroom bereidden uit benzylbromide en chroom(II)perchloraat. Deze reactie verloopt middels een oxidatieve additie aan de koolstof-broombinding:
Het mechanisme werd aangetoond door Kochi als zijnde een dubbele transfer van één elektron, waarbij eerst een benzylradicaal wordt gevormd en daarna het benzylanion.

## Indeling van de organochroomverbindingen
Organochroomverbindingen kunnen ruwweg verdeeld worden in 3 klassen:
- Sandwichverbindingen: chromocenen (Cp2)Cr en bis(benzeen)chroom-derivativen.
- Chroomcarbenen (R1)R2)C::CrLn en -carbynen (R:::CrLn).
- Chroom(III)complexen: RCrL5, waarbij L zowel een organisch als een anorganisch ligand kan voorstellen.

## Toepassingen van organochroomverbindingen in organische synthese
Hoewel de organochroomchemie behoorlijk veel wordt aangewend bij industriële katalyse, is er slechts een handvol organochroomverbindingen ontwikkeld ten behoeve van academisch onderzoek en organische syntheses. Twee noemenswaardige reacties zijn de Nozaki-Hiyama-Kishi-reactie (1977), een transmetallatie met een organonikkelverbinding als intermediair, en de Takai-olefinering, waarbij Cr(II) geoxideerd wordt tot Cr(III) onder substitutie van halogenen.

## Navigatie
Navigatie Koolstof-elementbinding